# 존부
존부(Zonbu)는 컴퓨터 제조 기업이다. 다시 말해, 웹 기반 서비스, 스몰 폼 팩터 개인용 컴퓨터, 오픈 소스 기반 소프트웨어 아키텍처를 조합한 컴퓨팅 플랫폼을 제조/판매하는 기술기업이다. 본사는 미국 캘리포니아주 팰러앨토에 있다.

## 하드웨어

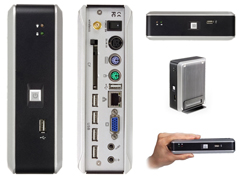
존부 미니어처 PC.

존부 하드웨어는 존박스(Zonbox)라고 불린다. 존박스는 6 ¾” × 4 ¾” × 2 ¼”크기의 미니어처 데스크톱 컴퓨터이다. 플래시 메모리에 기반하고 있으며, 팬리스이자, 저소음이다. 디바이스의 공식적인 사양은 다음과 같다:
- 1.2 GHz 비아 테크놀로지스 이든(Eden) CPU (C7 에스더 코어)
- 512 MB RAM
- 이더넷 10/100 Mbit/s
- PS/2 키보드 및 마우스 포트, VGA 디스플레이 포트, 6개의 범용 직렬 버스 USB 2.0 포트
- 4 GB 콤팩트플래시 - 기억 장치
- 최대 2048 x 1536 / 1천 6백만 색을 지원하는 그래픽 - 하드웨어 그래픽스 및 MEPG2 가속 기능.

존부를 분해해 본 혹자는 존부 내에는 확장이 가능한 부분이 많이 있다고 전한다.:
- 미니 PCI 슬롯 ( 무선랜 카드를 장착할 수 있다. 선택사양이다. )
- IDE 단자, 2.5" 하드 드라이브가 들어갈 공간이 있다.
- 직렬 포트 및 병렬 포트

제 1 세대 Zonbox 하드웨어는 eBox-4854와 동일한 하드웨어이다. eBox-4854는 중화민국의 DMP 일렉트로닉스가 시중에 판매한다.

## 서비스
Zonbu의 가입자형 서비스는 여러 서비스를 제공한다. 온라인 스토리지를 제공(아마존 S3 서비스에 기반)하고, 자동 업그레이드를 제공하고, 온라인 기술지원 및 원격 파일 접근 기능을 제공한다. 가입자형 서비스는 하드웨어 수리, 소프트웨어 설치, 업데이트, 업그레이드, 악성 프로그램 제거와 같은 귀찮은 컴퓨터 관리 작업을 없애줄 것이라고 광고되고 있다.

## 소프트웨어 아키텍처
존부 OS(The Zonbu OS)는 리눅스의 커스터마이즈드 버전이다. 젠투 리눅스 및 Xfce 데스크톱 환경에 기반하고 있다. 사용자 층으로서 초보자들을 목표로 하고 있다. 사용자 인터페이스도 고급 기능을 제공하기보다는 단순하게 사용할 수 있게 하는 점에 집중하고 있다.
존부의 파일시스템 아키텍처는 트랜스패런트 오버레이 파일시스템(UnionFS) (리눅스 라이브 디스트리뷰션에서 사용)와 원격 백업 서비스와의 조합이다. 사용자 데이터는 존부 박스 내의 콤팩트 플래시 카드에 저장된다. 그 다음 128비트 암호화를 사용하여 트랜스패런틀리 암호화된다. 그 다음 아마존 S3에 있는 원격 스토리지 서버로 전송된다.

## 응용 프로그램
존부에는 여러 가지의 소프트웨어가 탑재되어 온다. 몇 개의 응용 소프트웨어 말고도, 30여 개의 가벼운 게임이 들어 있다. 모질라 파이어폭스 웹 브라우저, 오픈오피스 프로덕티비티 제품군 및 스카이프 IP 전화 서비스 소프트웨어 등이 포함되어 있다. 기본 OS 말고도, 사용자들은 어떠한 서드-파티 소프트웨어도 설치할 수 없다. 기본 설치된 응용 프로그램들이 초보자나 제2의 가정용 PC 사용자의 필요를 충족시켜주는 것으로 간주된다. 하지만, 존부 측에서는 OS의 잠금을 풀고 제3의 소프트웨어를 설치할 수 있는 방법을 일러주고 있기도 하다. . 이 절차를 수행하려면 기술적인 면이 많이 요구된다. 소수의 사용자들만을 위한 것이다.

## 환경 보호
존부는 평상 시에 10W(와트) 미만의 전력을 소모한다. 부하가 최대로 많이 걸린 상태에서도 15W(와트) 미만의 전력을 소모한다. 시중의 데스크톱 PC가 175W(와트)의 전력을 소모하는 것과 비교된다. 이산화탄소 배출 없는(carbon emission neutral) PC라는 타이틀을 얻었다. 존부가 탄소 배출권 판매자인 클라이밋 트러스트 사로부터 탄소 배출권을 사들였기 때문이다.
이 탄소 배출권은 제조 프로세스 상에서 소모되는 에너지 및 디바이스가 그 수명 동안 사용하는 전력등과 맞먹는다. 하지만 원격 스토리지 서비스가 소모하는 전력은 감안하지 않은 것이다. 존부 사의 제조 프로세스는 유해물질 제한지침 표준을 따르고 있다. 또한 이 회사는 환경 전자-쓰레기(e-waste)를 최소화하기 위해서, 무료의 제품 회수 프로그램을 제공하고 있다.

## 약점
전력 소모를 최소화하기 위하여, 존부는 몇 가지 기능들을 트레이드-오프하였다:
- 존부에는 하드 디스크가 탑재되지 않았다. 대신 4Gb 메모리 카드 캐시가 들어있어서, 그곳에문서들을 캐시(cache)한다. 아마존 S3을 통해 문서들을 온라인에 저장하기 전까지만 잠깐 보관한다. 이 기능은 자동 백업 기능을 제공해준다. 이 저장 기능을 이용하려면, 파일을 인터넷을 통해 전송하기 위해 초고속 인터넷 서비스에 사용자가 가입되어 있어야 한다. 사용자는 이에 대한 비용을 지불해야 한다.
- 존부 박스에는 한 개의 사용자 계정만 만들 수 있다.
- 컴퓨터 모니터, 컴퓨터 키보드, 마우스, 와이파이 어댑터, 스피커, 광 드라이브 등이 딸려오지 않는다. (하지만 와이파이는 내/외부 업그레이드를 통해 제공될 수 있기는 하다.) 얼마 전, 매우 얇은 옵티컬 드라이브가 선택사양으로 출시되었다. CD/DVD를 굽거나 읽을 수 있다.

## 같이 보기
- Everex, 존부 모델에 기반을 둔 하드웨어를 공급함.[7]
- 리너탑 Linux PC
- 린퍼스 리눅스
- OLPC 랩탑
- gOS

### 미디어
- “리눅스디바이스 사이트의 존부 노트북 리뷰”. 2013년 1월 3일에 원본 문서에서 보존된 문서. 2008년 5월 2일에 확인함.
- Engadget: Zonbu launches subscription-based PC, service plans